# هامور سمانه
هامور سمّانه (الاسم العلمي Epinephelus summana)، نوع سمك من الهامور وفصيلة القرفصية. موطنه شرق المحيط الهندي، يوجد في الجهة شمالية الخليج العربي وخليج عمان والبحر الأحمر. طوله نحو 52 سم.